# Assedio di Lingen (1597)
L'assedio di Lingen, detto anche primo assedio di Lingen, fu un assedio combattuto presso la città di Lingen (ora in Germania) dal 25 ottobre al 12 novembre 1597, nell'ambito della guerra degli ottant'anni. Frederik van den Bergh difese Lingen per ordine di Filippo II di Spagna. Dopo più di due settimane, però, dovette arrendersi agli anglo-olandesi il 23 novembre 1597. L'assedio fece parte della campagna dei Dieci anni di gloria contro gli spagnoli.

## Antefatto
Maurizio aveva già riscosso diversi successi nel 1597, anno che era iniziato con la vittoria a Turnhout. Successivamente il principe d'Orange aveva dato il via a una campagna nei Paesi Bassi orientali con la quale aveva strappato una serie di importanti fortezze agli spagnoli, tra cui Oldenzaal e Groenlo. La campagna si stava ormai concludendo e rimaneva solo la città di Lingen nelle mani degli spagnoli. Dalla fine di ottobre del 1597, Maurizio ed il suo esercito giunsero a Lingen e si resero conto che con la presa della città gli spagnoli avrebbero dovuto necessariamente abbandonare l'intera regione di Twente. La città era posta all'estremità del confine dei Paesi Bassi con l'attuale Germania ed era governata da Frederik van den Bergh che la difendeva con 500 uomini al comando del luogotenente Verdugo .
L'esercito di Maurizio che includeva soldati inglesi e scozzesi al comando di Horace Vere avevano recentemente assediato Oldenzaal e avevano attraversato il fiume Ems senza incidenti. Il fratello di Horace, Francis Vere, venne nominato nuovo governatore di Brielle e generale delle forze di Elisabetta I nei Paesi Bassi. L'artiglieria pesante venne portata a Lingen via nave attraverso il mare di Wadden e quindi attraverso il fiume Ems. Questo richiese diversi giorni di viaggio ma una volta che i cannoni furono sul posto iniziò l'assedio vero e proprio.

## L'assedio e le conseguenze
Con l'inizio dell'assedio la guarnigione della città tentò una sortita nella quale mise a ferro e fuoco un mulino dove si trovavano inglesi e scozzesi. L'intento degli spagnoli era anche quello di impedire il completo dispiegamento dell'artiglieria. Van den Bergh, ad ogni modo, venne respinto con le sue forze e, vedendo la situazione disperata, iniziò a pregare perché intervenissero dei rinforzi da Alberto VII d'Asburgo. Ad ogni modo la situazione non poteva proseguire oltre e per questo Van den Burgh decise di arrendere la città di Lingen a Maurizio il 12 novembre.
Catturando Lingen, Maurizio chiuse la sua campagna militare per l'anno 1597. Gli spagnoli abbandonarono la regione di Twente sul finire dell'anno. Il principe d'Orange aveva conquistato in tutto cinque città fortificate tra le più forti dei Paesi Bassi e cinque castelli, aprendosi la via della navigazione del Reno e rafforzato il confine orientale dei territori della repubblica olandese.
Lingen venne riconquistata dagli spagnoli otto anni dopo sotto la guida di Ambrogio Spinola nella campagna del 1605.